# ワイエムセゾン
ワイエムセゾン株式会社（YM SAISON CO.,LTD.）は、山口フィナンシャルグループ（YMFG）とクレディセゾンが合弁で運営していたクレジットカード会社である。

## 概要
山口銀行ともみじホールディングス（もみじ銀行）の経営統合により設立されたYMFGはそれぞれの銀行が系列のクレジットカード会社（やまぎんカード・もみじカード）を持っていたが、リテールファイナンス事業の強化を目指していたYMFGと地域金融機関との提携による新たなエリア戦略の展開を検討してきたクレディセゾンとの包括提携に基づいて設立された。なお、ワイエムセゾン設立後もやまぎんカード・もみじカードとの経営統合は行わず、会員管理はそれぞれ独立して行っている。
設立当初より『地域密着』を謳い、広島・山口・北九州の加盟店でのショッピングにポイントが付与される他、利用額の一部を地域貢献活動として地域活性化事業への寄付を行うことを特色としている。第1回の寄付先には、（新）広島市民球場（MAZDA Zoom-Zoom スタジアム広島）の整備基金、おいでませ!山口国体の基金、北九州市環境局への寄付が行われた。
2025年6月30日に事業を終了し、解散した。